# تشارلز راي هاتشر
تشارلز راي هاتشر (بالإنجليزية: Charles Ray Hatcher) هو قاتل متسلسل أمريكي، ولد في 16 يوليو 1929 في موند في الولايات المتحدة، وتوفي في 7 ديسمبر 1984 في Missouri State Penitentiary ‏ في الولايات المتحدة بسبب شنق.